# Hawzen
Hawzen (en idioma ge'ez : ሓውዜን) es una ciudad en el norte de Etiopía. Ubicada en la Zona Misraqawi (Este) de la región de Tigray, esta ciudad tiene una latitud y longitud de13°58′N 39°26′E / 13.967, 39.433 con una elevación de 2105 metros sobre el nivel del mar. Su día de mercado es el miércoles. Es el asentamiento más grande del woreda homónimo.

## Historia

### Orígenes
La tradición establece que Hawzen fue fundada por los sadqan, un grupo de misioneros cristianos que llegaron a Etiopía durante el reinado de Kaleb de Axum. En el mercado se pueden encontrar cuatro estelas antiguas, similares a las estelas de Gudit fuera de Axum. La Iglesia de Hawzen Tekle Haymanot, aunque tiene una estructura moderna, encierra una pequeña iglesia excavada en la roca que se cree que es una de las más antiguas de Tigray, basada en el capitel y la columna finamente tallados.

### SigloXIX
El 8 de marzo de 1892, Sebhat Aregawi se sometió a Ras Mangesha Yohannes en Hawzen llevando ceremonialmente una piedra sobre su cuello ante Ras Mangesha mientras los otros Rases de Tigray e Ichege Tewoflos observaban; Entonces Ras Mangesha perdonó al Dejazmach. En marzo de 1895, después de que la ciudad de Adigrat fuera ocupada por el avance del ejército italiano, Ras Mangesha reunió a unos 4.000 hombres en la ciudad de Hawzen para atacar Adigrat. El general italiano Oreste Baratieri reaccionó reuniendo a 3.144 soldados cerca de Senafe, luego marchó en apoyo del gobernador designado por Italia, Ras Hagos Tafari. Cuando Baratieri entró en Adigrat el 25 de marzo, Mangesha se retiró al interior de Tigray.

### SigloXX
En 1938 había una tienda, una oficina de correos, teléfonos y telégrafos, una fuente, un puesto de salud y una escuela técnica. También se mencionó la existencia de un importante mercado.
El 22 de junio de 1988 Hawzen fue el objetivo de uno de los actos más brutales del Derg contra sus oponentes durante la Guerra Civil Etíope: más de 2.500 personas murieron cuando la Fuerza Aérea Etíope bombardeó el mercado de la ciudad. Las partes y factores involucrados en la culminación de este ataque aéreo aún no se han revelado. Las cámaras del Frente de Liberación del Pueblo de Tigray (TPLF) se colocaron para capturar el ataque aéreo desde diferentes ángulos, como lo demuestra el video publicado poco después del evento. Las cámaras capturaron el ataque tal como sucedió, y luego, pasaron al suelo registrando, en detalle gráfico, los resultados del ataque aéreo. La opinión pública de Etiopía difiere en cuanto al papel desempeñado por TPLF en la creación de este evento. El exlíder del TPLF, Aregawi Berhe, afirma que el ataque se realizó en la dirección, o al menos con un permiso tácito, de Legesse Asfaw, quien había sido nombrado Administrador Jefe de la Ley Marcial de Tigray el mes anterior. Actualmente hay un monumento para conmemorar a los muertos.

## Demografía
En 1938, la ciudad contaba con 2471 habitantes.

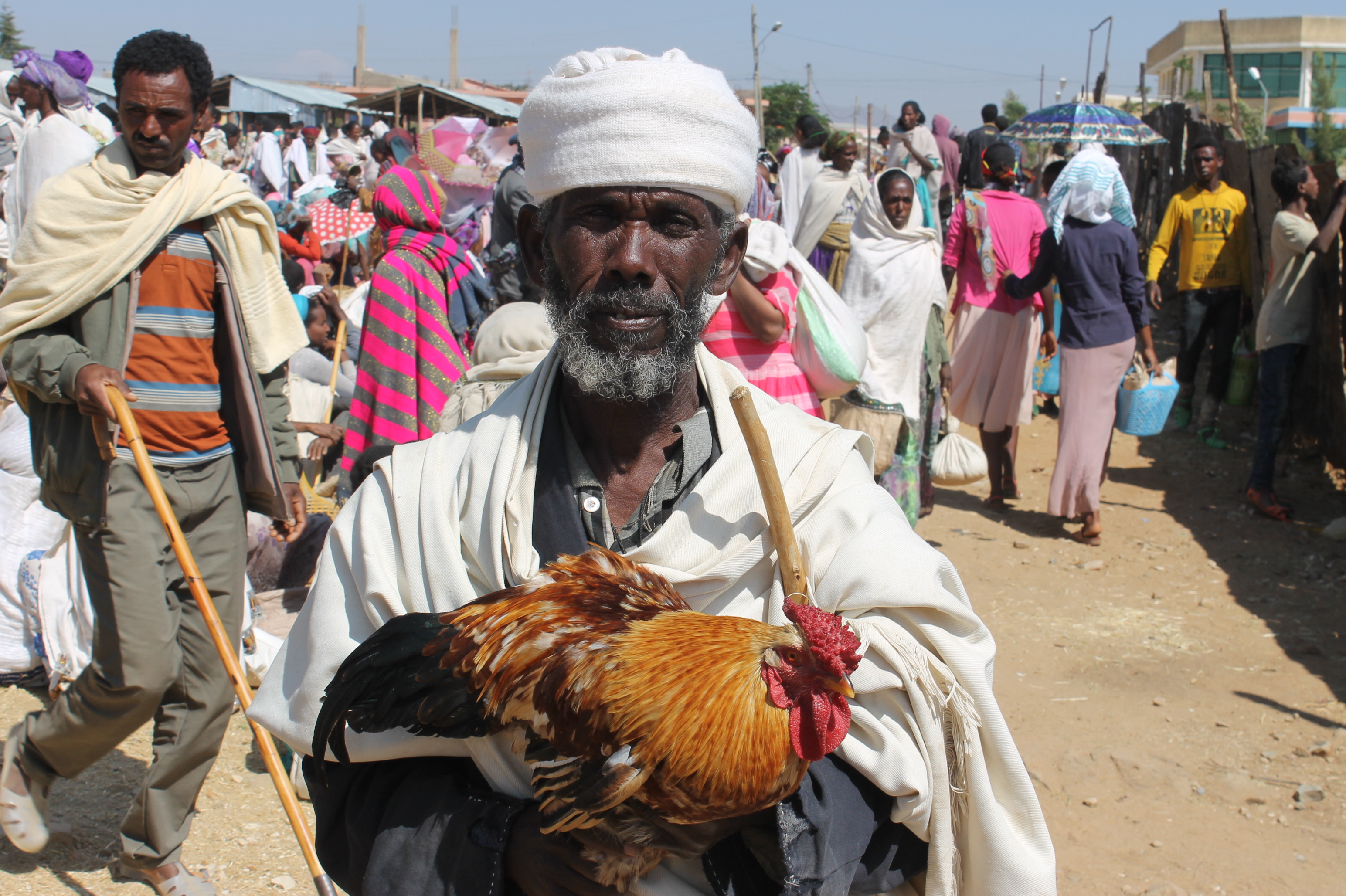
Mercado de Hawzen.

Basado en cifras de la Agencia Central de Estadística en 2005, Hawzen tiene una población total estimada de 5.638 de los cuales 2.616 son hombres y 3.022 son mujeres. El censo de 1994 informó que tenía una población total de 3.250 de los cuales 1.393 eran hombres y 1.857 eran mujeres.